# Chaïm Soutine
Chaïm Soutine, nato Chaim Solomonovič Sutin (in russo Хаим Соломонович Сутин?; Smiloviči, 13 gennaio 1893 – Parigi, 9 agosto 1943), è stato un pittore russo naturalizzato francese.

## Biografia

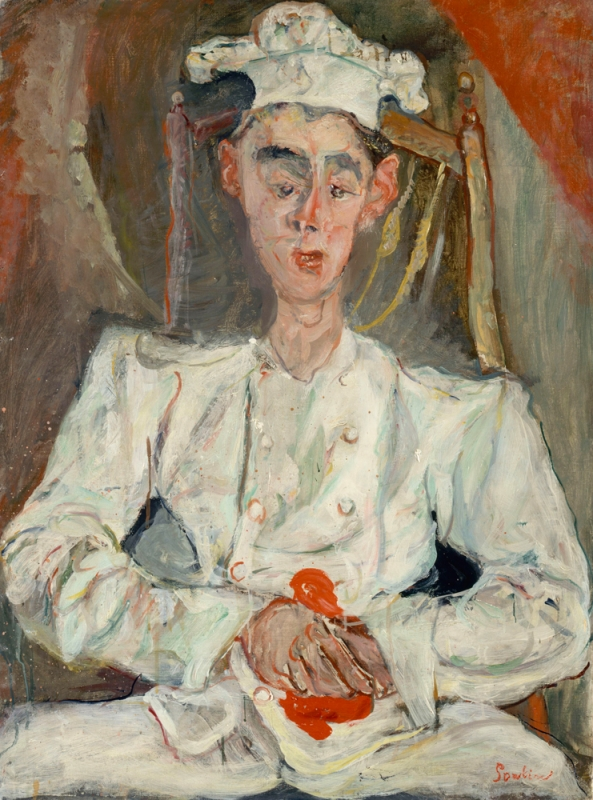
Il piccolo pasticciere, Museo dell'Orangerie, Parigi

Soutine nacque a Smiloviči, un paesino dell'allora governatorato di Minsk, una provincia dell'Impero russo (attualmente parte della Bielorussia), il 13 gennaio del 1893 in una famiglia ebraica ashkenazita.
Le sue opere future risentiranno degli anni difficili della sua infanzia, caratterizzata da esperienze dolorose in una famiglia povera, numerosa e socialmente emarginata in quanto ebraica.
Nel 1909 Soutine si iscrisse alla scuola d'arte di Minsk, poi a partire dal 1910 partecipò ad un corso triennale all'accademia d'arte di Vilnius. Fu in quegli anni che conobbe i pittori Pinchus Kremegne e Michel Kikoine, con i quali nel 1913 si trasferì a Parigi, in Francia, dove conobbe alcuni degli artisti più importanti del tempo, tra cui Marc Chagall, Fernand Léger e Amedeo Modigliani, di cui divenne grande amico, e anche con la scultrice Nina Niss-Goldman. A Parigi si distinse anche per la sua stravaganza: una volta, deciso a dipingere degli animali morti, tenne alcune carcasse di animali nel suo studio ma, a causa del fetore, i vicini chiamarono la polizia, alla quale Soutine cercò invano di spiegare la maggiore importanza dell'arte rispetto all'igiene. A partire dal 1918 Soutine alternò il soggiorno a Parigi a dei viaggi nel territorio francese, soprattutto nelle regioni mediterranee e nei Pirenei.
In questi anni dipinse in modo istintivo nature morte e ritratti, ma soprattutto paesaggi che gli ispiravano emozioni angosciose e vibranti scatti lirici; queste opere furono tra le prime ad interessare alcuni collezionisti, dandogli una relativa tranquillità economica. Creò poi le serie di pasticcieri, di valletti, di chierichetti, rappresentati con crudo verismo psicologico.
Il suo stile risente in parte di maestri del passato, come El Greco, Diego Velázquez, Rembrandt e Gustave Courbet, e di grandi artisti a lui temporalmente più vicini, come Paul Cézanne, Vincent van Gogh e Pierre Bonnard. Ma per il suo modo di rappresentare la realtà in modo atemporale come tragedia interiore, le affinità maggiori sono quelle con Edvard Munch, James Ensor, Emil Nolde, Oskar Kokoschka e con il movimento dell'espressionismo.

A causa del suo esasperato individualismo, Soutine non aderì mai ufficialmente a nessuna corrente artistica, anche se per l'uso appassionato di colori vividi viene considerato uno dei più ragguardevoli rappresentanti dell'espressionismo, elaborato secondo una visione ed una tecnica pittorica altamente personali.
Il suo stile influì soprattutto sugli espressionisti austriaci e, nel dopoguerra, sui pittori del gruppo Cobra (specialmente Karel Appel), su Willem de Kooning e su Francis Bacon. Dal 1930 alla morte, sempre inquieto e tormentato nonostante il successo ormai ottenuto, mostrò raramente i suoi lavori e cercò di approfondire la ricerca esistenziale e formale con risultati anche drammatici: ossessionato dalla forma e dal colore, spesso depresso ed insoddisfatto, Soutine distrusse molte sue opere nei periodi di crisi psicologica.
Durante la seconda guerra mondiale la Francia fu invasa dall'esercito nazista e Soutine, in quanto ebreo, fu costretto a lasciare la capitale francese e a nascondersi nelle campagne circostanti per evitare l'arresto da parte della Gestapo.
In questo periodo si mosse costantemente da un posto all'altro e talvolta fu costretto a rifugiarsi nei boschi, dormendo all'aperto. Questo stile di vita gli procurò un forte attacco di ulcera allo stomaco che lo costrinse a tornare a Parigi per subire un'operazione chirurgica, che però non riuscì a salvargli la vita.
Soutine morì a Parigi il 9 agosto 1943 e fu sepolto nel cimitero di Montparnasse. L'Atelier in cui Soutine visse e lavorò alla Cité Falguière a Montparnasse fu acquistato dallo scultore Antoine Rohal, allievo di Antoine Bourdelle che lo mantenne intatto fino alla sua morte nel 1977.

## Omaggi e citazioni
Soutine compare nel racconto Pelle di Roald Dahl del 1961. In questa breve storia, caratterizzata dal tipico humour macabro e spiazzante dello scrittore gallese, Soutine tatua, sulla schiena di un amico (il signor Drioli), un ritratto della giovane moglie di lui. Molti anni dopo, caduto in disgrazia, Drioli si troverà in una galleria d'arte che espone opere di Soutine. Spinto dalla fame, esibirà il tatuaggio davanti allo sguardo attonito dei presenti, attirando (sciaguratamente) l'interesse di un mercante d'arte senza scrupoli. Nel racconto Soutine appare povero, dedito all'alcol, cupo e taciturno, cliché dell'artista bohémien.
Un quadro di Soutine, Il fattorino, è il filo conduttore del romanzo storico di Ellen Umansky La ragazza del dipinto (Newton-Compton Editori, 2017).
La canzone Soutine Twist de L'Officina della Camomilla prende l'ispirazione dalle tele del pittore.
Soutine è il protagonista del romanzo L'ultimo viaggio di Soutine di Ralph Dutli (ed. Voland 2016), ed è il racconto romanzato dell'ultimo viaggio verso la capitale francese per sottoporsi a un’operazione allo stomaco alla quale non sopravvisse.
L'assassino seriale del giallo Mariani e il caso irrisolto di Maria Masella (Fratelli Frilli Editori srl Genova 2010) dipinge l'esecuzione delle proprie vittime ispirandosi allo stile di Soutine, in particolare al suo quadro più famoso rappresentante un bue scuoiato.
Il celebre pittore è citato numerose volte nella saga dei Cinque di Monteverde di François Morlupi; il commissario Ansaldi, uno dei protagonisti della serie, adora i suoi quadri e in Nel nero degli abissi fa visita alla sua tomba nel cimitero di Montparnasse per ringraziarlo delle emozioni che le sue opere gli hanno fornito.